# Europamästerskapet i volleyboll för damer 2009
Europamästerskapet i volleyboll för damer 2009 var det 26:e europamästerskapet för damer och arrangerades 25 september - 4 oktober 2009 i Polen (Bydgoszcz, Łódź, Katowice och Wrocław). Italien vann över Nederländerna med 3–0 i finalen och blev mästare för andra gången. Manon Flier, Nederländerna, utsågs till mest värdefulla spelare.

## Kval
| Lag           | Kvalificerade sig genom |
| ------------- | ----------------------- |
| Azerbajdzjan  | Kval play-off           |
| Belarus       | Kval play-off           |
| Belgien       | 7:a EM 2007             |
| Bulgarien     | Vann kvalgrupp E        |
| Kroatien      | Kval play-off           |
| Tjeckien      | Vann kvalgrupp B        |
| Frankrike     | Vann kvalgrupp D        |
| Tyskland      | 6:a EM 2007             |
| Italien       | 1:a EM 2007             |
| Nederländerna | 5:a EM 2007             |
| Polen         | Värd                    |
| Ryssland      | 3:a EM 2007             |
| Serbien       | 2:a EM 2007             |
| Slovakien     | Vann kvalgrupp A        |
| Spanien       | Vann kvalgrupp C        |
| Turkiet       | Vann kvalgrupp F        |

## Format
Turneringen spelades i tre olika etapper. I det första skedet delades de sexton deltagarna in i fyra grupper (A, B, C och D) med fyra lag vardera. I grupperna mötte alla lag alla för att bestämma lagets gruppposition. De tre bästa lagen i varje grupp (totalt 12 lag) gick vidare till den andra etappen.
Den andra etappen av turneringen bestod av två grupper om sex lag vardera. Eftersom de första matchresultaten bland lagen som gick vidare till detta steg också räknades, har de två grupperna varit förutbestämda, den ena gruppen bildades av grupperna A- och C-lag medan den andra bildades av grupperna B- och D-lag. I var och en av de två grupperna spelade lagen en gång mot varje motståndare de inte har mött tidigare i turneringen (totalt tre matcher vardera), och lägger till det till resultaten mot de andra två lagen som också gick vidare från första steget i samma grupp. De två gruppsegrarna och två tvåorna från denna andra etapp gick vidare till den tredje etappen.
Den tredje och sista etappen av turneringen bestod av semifinaler, tredjeplatsmatch och final. En lottdragning avgjorde vilken vinnare som spelade vilken tvåa i semifinalen.

## Gruppsammansättning
| Grupp A       | Grupp B   | Grupp C   | Grupp D      |
| ------------- | --------- | --------- | ------------ |
| Kroatien      | Frankrike | Belarus   | Azerbajdzjan |
| Nederländerna | Tyskland  | Belgien   | Tjeckien     |
| Polen         | Italien   | Bulgarien | Serbien      |
| Spanien       | Turkiet   | Ryssland  | Slovakien    |

## Arenor
Turneringen speladesi fyra arenor i Polen. Varje stad var värd för en grupp i det inledande gruppspelet. Gruppspel i den andra etappen skedde i Łódź och Katowice. Slutspelet skedde i Łódź.
| Grupp A, E och finalspel | Grupp B           | · {{{plats}}} Arenornas läge i Polen |
| Łódź                     | Wrocław           | · {{{plats}}} Arenornas läge i Polen |
| Atlas Arena              | Hala Stulecia     | · {{{plats}}} Arenornas läge i Polen |
| Kapacitet: 13 500        | Kapacitet: 7 000  | · {{{plats}}} Arenornas läge i Polen |
|                          |                   | · {{{plats}}} Arenornas läge i Polen |
| Grupp C                  | Grupp D och F     | · {{{plats}}} Arenornas läge i Polen |
| Bydgoszcz                | Katowice          | · {{{plats}}} Arenornas läge i Polen |
| Łuczniczka               | Spodek            | · {{{plats}}} Arenornas läge i Polen |
| Kapacitet: 8 000         | Kapacitet: 11 500 | · {{{plats}}} Arenornas läge i Polen |
|                          |                   | · {{{plats}}} Arenornas läge i Polen |

## Etapp 1
| (A) | Vidare till etapp 2 |

- Alla tider är Central European Summer Time (UTC+02:00).

### Grupp A
- Arena: Arena Łódź, Łódź

|   |                   | Poäng | Matcher | Matcher | Set | Set | Set   | Poäng | Poäng | Poäng |
| # | Lag               | Poäng | V       | F       | V   | F   | Kvot  | V     | F     | Kvot  |
| - | ----------------- | ----- | ------- | ------- | --- | --- | ----- | ----- | ----- | ----- |
| 1 | Nederländerna (A) | 6     | 3       | 0       | 9   | 0   | MAX   | 225   | 140   | 1.607 |
| 2 | Polen (A)         | 5     | 2       | 1       | 6   | 5   | 1.200 | 236   | 218   | 1.083 |
| 3 | Spanien (A)       | 4     | 1       | 2       | 5   | 8   | 0.625 | 243   | 282   | 0.862 |
| 4 | Kroatien          | 3     | 0       | 3       | 2   | 9   | 0.222 | 188   | 252   | 0.746 |

| Datum  | Tid   |               | Resultat |               | Set 1 | Set 2 | Set 3 | Set 4 | Set 5 | Totalt  | Rapport |
| ------ | ----- | ------------- | -------- | ------------- | ----- | ----- | ----- | ----- | ----- | ------- | ------- |
| 25 Sep | 17:30 | Nederländerna | 3–0      | Kroatien      | 25–11 | 25–18 | 25–12 |       |       | 75–41   | Rapport |
| 25 Sep | 20:00 | Spanien       | 2–3      | Polen         | 15–25 | 20–25 | 25–19 | 25–23 | 11–15 | 96–107  | Rapport |
| 26 Sep | 17:30 | Polen         | 3–0      | Kroatien      | 25–18 | 25–13 | 25–16 |       |       | 75–47   | Rapport |
| 26 Sep | 20:00 | Spanien       | 0–3      | Nederländerna | 17–25 | 13–25 | 15–25 |       |       | 45–75   | Rapport |
| 27 Sep | 17:00 | Polen         | 0–3      | Nederländerna | 18–25 | 13–25 | 23–25 |       |       | 54–75   | Rapport |
| 27 Sep | 20:00 | Kroatien      | 2–3      | Spanien       | 25–15 | 22–25 | 15–25 | 25–22 | 13–15 | 100–102 | Rapport |

### Grupp B
- Arena: Centennial Hall, Wrocław

|   |              | Poäng | Matcher | Matcher | Set | Set | Set   | Poäng | Poäng | Poäng |
| # | Lag          | Poäng | V       | F       | V   | F   | Kvot  | V     | F     | Kvot  |
| - | ------------ | ----- | ------- | ------- | --- | --- | ----- | ----- | ----- | ----- |
| 1 | Italien (A)  | 6     | 3       | 0       | 9   | 1   | 9.000 | 248   | 193   | 1.285 |
| 2 | Tyskland (A) | 5     | 2       | 1       | 6   | 6   | 1.000 | 262   | 265   | 0.989 |
| 3 | Turkiet (A)  | 4     | 1       | 2       | 5   | 6   | 0.833 | 228   | 227   | 1.004 |
| 4 | Frankrike    | 3     | 0       | 3       | 2   | 9   | 0.222 | 217   | 270   | 0.804 |

| Datum  | Tid   |           | Resultat |           | Set 1 | Set 2 | Set 3 | Set 4 | Set 5 | Totalt  | Rapport |
| ------ | ----- | --------- | -------- | --------- | ----- | ----- | ----- | ----- | ----- | ------- | ------- |
| 25 Sep | 15:00 | Turkiet   | 3–0      | Frankrike | 25–22 | 25–9  | 25–15 |       |       | 75–46   | Rapport |
| 25 Sep | 17:30 | Italien   | 3–0      | Tyskland  | 25–15 | 25–22 | 25–22 |       |       | 75–59   | Rapport |
| 26 Sep | 15:00 | Italien   | 3–0      | Turkiet   | 25–20 | 25–16 | 25–14 |       |       | 75–50   | Rapport |
| 26 Sep | 17:30 | Tyskland  | 3–1      | Frankrike | 25–19 | 25–17 | 19–25 | 28–26 |       | 97–87   | Rapport |
| 27 Sep | 15:00 | Frankrike | 1–3      | Italien   | 22–25 | 22–25 | 25–23 | 15–25 |       | 84–98   | Rapport |
| 27 Sep | 17:30 | Tyskland  | 3–2      | Turkiet   | 25–23 | 23–25 | 18–25 | 25–21 | 15–9  | 106–103 | Rapport |

### Grupp C
- Arena: Łuczniczka, Bydgoszcz

|   |               | Poäng | Matcher | Matcher | Set | Set | Set   | Poäng | Poäng | Poäng |
| # | Lag           | Poäng | V       | F       | V   | F   | Kvot  | V     | F     | Kvot  |
| - | ------------- | ----- | ------- | ------- | --- | --- | ----- | ----- | ----- | ----- |
| 1 | Ryssland (A)  | 6     | 3       | 0       | 9   | 2   | 4.500 | 253   | 178   | 1.421 |
| 2 | Bulgarien (A) | 5     | 2       | 1       | 6   | 6   | 1.000 | 240   | 251   | 0.956 |
| 3 | Belgien (A)   | 4     | 1       | 2       | 7   | 7   | 1.000 | 293   | 304   | 0.964 |
| 4 | Belarus       | 3     | 0       | 3       | 2   | 9   | 0.222 | 217   | 270   | 0.804 |

| Datum  | Tid   |           | Resultat |           | Set 1 | Set 2 | Set 3 | Set 4 | Set 5 | Totalt  | Rapport |
| ------ | ----- | --------- | -------- | --------- | ----- | ----- | ----- | ----- | ----- | ------- | ------- |
| 25 Sep | 17:30 | Belgien   | 3–1      | Belarus   | 26–28 | 25–20 | 27–25 | 25–22 |       | 103–95  | Rapport |
| 25 Sep | 20:00 | Bulgarien | 0–3      | Ryssland  | 19–25 | 9–25  | 14–25 |       |       | 42–75   | Rapport |
| 26 Sep | 17:30 | Bulgarien | 3–2      | Belgien   | 24–26 | 25–22 | 17–25 | 25–21 | 15–6  | 106–100 | Rapport |
| 26 Sep | 20:00 | Ryssland  | 3–0      | Belarus   | 25–19 | 25–12 | 25–15 |       |       | 75–46   | Rapport |
| 27 Sep | 17:30 | Belarus   | 1–3      | Bulgarien | 25–17 | 20–25 | 11–25 | 20–25 |       | 76–92   | Rapport |
| 27 Sep | 20:00 | Ryssland  | 3–2      | Belgien   | 25–13 | 18–25 | 20–25 | 25–18 | 15–9  | 103–90  | Rapport |

### Grupp D
- Arena: Spodek, Katowice

|   |                  | Poäng | Matcher | Matcher | Set | Set | Set   | Poäng | Poäng | Poäng |
| # | Lag              | Poäng | V       | F       | V   | F   | Kvot  | V     | F     | Kvot  |
| - | ---------------- | ----- | ------- | ------- | --- | --- | ----- | ----- | ----- | ----- |
| 1 | Serbien (A)      | 6     | 3       | 0       | 9   | 0   | MAX   | 225   | 160   | 1.406 |
| 2 | Azerbajdzjan (A) | 4     | 1       | 2       | 5   | 8   | 0.625 | 264   | 272   | 0.971 |
| 3 | Tjeckien (A)     | 4     | 1       | 2       | 5   | 8   | 0.625 | 269   | 282   | 0.954 |
| 4 | Slovakien        | 4     | 1       | 2       | 5   | 8   | 0.625 | 244   | 288   | 0.847 |

| Datum  | Tid   |              | Resultat |              | Set 1 | Set 2 | Set 3 | Set 4 | Set 5 | Totalt  | Rapport |
| ------ | ----- | ------------ | -------- | ------------ | ----- | ----- | ----- | ----- | ----- | ------- | ------- |
| 25 Sep | 15:00 | Azerbajdzjan | 0–3      | Serbien      | 12–25 | 21–25 | 19–25 |       |       | 52–75   | Rapport |
| 25 Sep | 17:30 | Slovakien    | 3–2      | Tjeckien     | 25–21 | 17–25 | 19–25 | 25–23 | 15–13 | 101–107 | Rapport |
| 26 Sep | 15:00 | Slovakien    | 2–3      | Azerbajdzjan | 13–25 | 25–19 | 18–25 | 25–22 | 12–15 | 93–106  | Rapport |
| 26 Sep | 17:30 | Tjeckien     | 0–3      | Serbien      | 19–25 | 21–25 | 18–25 |       |       | 58–75   | Rapport |
| 27 Sep | 15:00 | Serbien      | 3–0      | Slovakien    | 25–19 | 25–15 | 25–16 |       |       | 75–50   | Rapport |
| 27 Sep | 17:30 | Tjeckien     | 3–2      | Azerbajdzjan | 21–25 | 18–25 | 25–23 | 25–20 | 15–13 | 104–106 | Rapport |

## Etapp 2
| (F) | Vidare till etapp 3 |

- Alla tider är Central European Summer Time (UTC+02:00).

### Grupp E
- Arena: Arena Łódź, Łódź

|   |                   | Poäng | Matcher | Matcher | Set | Set | Set   | Poäng | Poäng | Poäng |
| # | Lag               | Poäng | V       | F       | V   | F   | Kvot  | V     | F     | Kvot  |
| - | ----------------- | ----- | ------- | ------- | --- | --- | ----- | ----- | ----- | ----- |
| 1 | Nederländerna (F) | 10    | 5       | 0       | 15  | 2   | 7.500 | 407   | 312   | 1.304 |
| 2 | Polen (F)         | 9     | 4       | 1       | 12  | 8   | 1.500 | 449   | 424   | 1.059 |
| 3 | Ryssland          | 8     | 3       | 2       | 12  | 9   | 1.333 | 465   | 428   | 1.086 |
| 4 | Bulgarien         | 7     | 2       | 3       | 7   | 12  | 0.583 | 390   | 422   | 0.924 |
| 5 | Spanien           | 6     | 1       | 4       | 7   | 14  | 0.500 | 419   | 478   | 0.877 |
| 6 | Belgien           | 5     | 0       | 5       | 7   | 15  | 0.467 | 423   | 489   | 0.865 |

| Datum  | Tid   |               | Resultat |               | Set 1 | Set 2 | Set 3 | Set 4 | Set 5 | Totalt  | Rapport |
| ------ | ----- | ------------- | -------- | ------------- | ----- | ----- | ----- | ----- | ----- | ------- | ------- |
| 29 Sep | 15:00 | Spanien       | 1–3      | Ryssland      | 21–25 | 24–26 | 25–19 | 20–25 |       | 90–95   | Rapport |
| 29 Sep | 17:30 | Nederländerna | 3–0      | Bulgarien     | 25–19 | 25–20 | 25–18 |       |       | 75–57   | Rapport |
| 29 Sep | 20:00 | Polen         | 3–1      | Belgien       | 25–16 | 21–25 | 25–19 | 25–12 |       | 96–72   | Rapport |
| 30 Sep | 15:00 | Bulgarien     | 3–1      | Spanien       | 25–20 | 25–16 | 21–25 | 25–18 |       | 96–79   | Rapport |
| 30 Sep | 17:30 | Ryssland      | 1–3      | Polen         | 26–24 | 22–25 | 22–25 | 22–25 |       | 92–99   | Rapport |
| 30 Sep | 20:00 | Belgien       | 0–3      | Nederländerna | 17–25 | 19–25 | 20–25 |       |       | 56–75   | Rapport |
| 01 Oct | 15:00 | Spanien       | 3–2      | Belgien       | 23–25 | 25–19 | 21–25 | 25–23 | 15–13 | 109–105 | Rapport |
| 1 Oct  | 17:30 | Nederländerna | 3–2      | Ryssland      | 25–19 | 19–25 | 23–25 | 25–19 | 15–12 | 107–100 | Rapport |
| 1 Oct  | 20:00 | Polen         | 3–1      | Bulgarien     | 18–25 | 25–20 | 25–21 | 25–23 |       | 93–89   | Rapport |

Följande matcher från etapp 1 räknades också in:
| Datum  | Tid   |           | Resultat |               | Set 1 | Set 2 | Set 3 | Set 4 | Set 5 | Totalt  | Rapport |
| ------ | ----- | --------- | -------- | ------------- | ----- | ----- | ----- | ----- | ----- | ------- | ------- |
| 25 Sep | 20:00 | Spanien   | 2–3      | Polen         | 15–25 | 20–25 | 25–19 | 25–23 | 11–15 | 96–107  | Rapport |
| 25 Sep | 20:00 | Bulgarien | 0–3      | Ryssland      | 19–25 | 9–25  | 14–25 |       |       | 42–75   | Rapport |
| 26 Sep | 17:30 | Bulgarien | 3–2      | Belgien       | 24–26 | 25–22 | 17–25 | 25–21 | 15–6  | 106–100 | Rapport |
| 26 Sep | 20:00 | Spanien   | 0–3      | Nederländerna | 17–25 | 13–25 | 15–25 |       |       | 45–75   | Rapport |
| 27 Sep | 17:00 | Polen     | 0–3      | Nederländerna | 18–25 | 13–25 | 23–25 |       |       | 54–75   | Rapport |
| 27 Sep | 20:00 | Ryssland  | 3–2      | Belgien       | 25–13 | 18–25 | 20–25 | 25–18 | 15–9  | 103–90  | Rapport |

### Grupp F
- Arena: Spodek, Katowice

|   |              | Poäng | Matcher | Matcher | Set | Set | Set   | Poäng | Poäng | Poäng |
| # | Lag          | Poäng | V       | F       | V   | F   | Kvot  | V     | F     | Kvot  |
| - | ------------ | ----- | ------- | ------- | --- | --- | ----- | ----- | ----- | ----- |
| 1 | Italien (F)  | 10    | 5       | 0       | 15  | 0   | MAX   | 379   | 290   | 1.307 |
| 2 | Tyskland (F) | 9     | 4       | 1       | 12  | 7   | 1.714 | 431   | 359   | 1.201 |
| 3 | Turkiet      | 8     | 3       | 2       | 11  | 8   | 1.375 | 419   | 408   | 1.027 |
| 4 | Serbien      | 7     | 2       | 3       | 9   | 9   | 1.000 | 379   | 397   | 0.955 |
| 5 | Tjeckien     | 6     | 1       | 4       | 3   | 14  | 0.214 | 333   | 409   | 0.814 |
| 6 | Azerbajdzjan | 5     | 0       | 5       | 3   | 15  | 0.200 | 347   | 425   | 0.816 |

| Datum  | Tid   |              | Resultat |              | Set 1 | Set 2 | Set 3 | Set 4 | Set 5 | Totalt | Rapport |
| ------ | ----- | ------------ | -------- | ------------ | ----- | ----- | ----- | ----- | ----- | ------ | ------- |
| 29 Sep | 15:00 | Italien      | 3–0      | Azerbajdzjan | 29–27 | 25–23 | 25–13 |       |       | 79–63  | Rapport |
| 29 Sep | 17:30 | Tyskland     | 3–0      | Tjeckien     | 28–26 | 25–12 | 25–15 |       |       | 78–53  | Rapport |
| 29 Sep | 20:00 | Turkiet      | 3–1      | Serbien      | 24–26 | 25–16 | 25–23 | 25–19 |       | 99–84  | Rapport |
| 30 Sep | 15:00 | Tjeckien     | 0–3      | Italien      | 16–25 | 20–25 | 23–25 |       |       | 59–75  | Rapport |
| 30 Sep | 17:30 | Serbien      | 2–3      | Tyskland     | 9–25  | 25–23 | 27–25 | 17–25 | 8–15  | 86–113 | Rapport |
| 30 Sep | 20:00 | Azerbajdzjan | 1–3      | Turkiet      | 23–25 | 19–25 | 25–17 | 17–25 |       | 84–92  | Rapport |
| 01 Oct | 15:00 | Italien      | 3–0      | Serbien      | 25–19 | 25–18 | 25–22 |       |       | 75–59  | Rapport |
| 01 Oct | 17:30 | Tyskland     | 3–0      | Azerbajdzjan | 25–17 | 25–13 | 25–12 |       |       | 75–42  | Rapport |
| 01 Oct | 20:00 | Turkiet      | 3–0      | Tjeckien     | 25–16 | 25–20 | 25–23 |       |       | 75–59  | Rapport |

Följande matcher från etapp 1 räknades också in:
| Datum  | Tid   |              | Resultat |              | Set 1 | Set 2 | Set 3 | Set 4 | Set 5 | Totalt  | Rapport |
| ------ | ----- | ------------ | -------- | ------------ | ----- | ----- | ----- | ----- | ----- | ------- | ------- |
| 25 Sep | 15:00 | Azerbajdzjan | 0–3      | Serbien      | 12–25 | 21–25 | 19–25 |       |       | 52–75   | Rapport |
| 25 Sep | 17:30 | Italien      | 3–0      | Tyskland     | 25–15 | 25–22 | 25–22 |       |       | 75–59   | Rapport |
| 26 Sep | 15:00 | Italien      | 3–0      | Turkiet      | 25–20 | 25–16 | 25–14 |       |       | 75–50   | Rapport |
| 26 Sep | 17:30 | Tjeckien     | 0–3      | Serbien      | 19–25 | 21–25 | 18–25 |       |       | 58–75   | Rapport |
| 27 Sep | 17:30 | Tyskland     | 3–2      | Turkiet      | 25–23 | 23–25 | 18–25 | 25–21 | 15–9  | 106–103 | Rapport |
| 27 Sep | 17:30 | Tjeckien     | 3–2      | Azerbajdzjan | 21–25 | 18–25 | 25–23 | 25–20 | 15–13 | 104–106 | Rapport |

## Etapp 3 (finalspel)
- Arena: Arena Łódź, Łódź
- Alla tider är Central European Summer Time (UTC+02:00).

|  | Semifinaler   | Semifinaler |   |       | Final               | Final |  |
|  |               |             |   |       |                     |       |  |
|  | 3 Oct         |             |   |       |                     |       |  |
|  | Nederländerna | 3           |   |       |                     |       |  |
|  | Polen         | 1           |   |       |                     |       |  |
|  |               |             |   |       |                     |       |  |
|  |               |             |   |       | 4 Oct               |       |  |
|  |               |             |   |       | Nederländerna       | 0     |  |
|  |               | Italien     | 3 |       |                     |       |  |
|  |               |             |   |       |                     |       |  |
|  |               |             |   |       |                     |       |  |
|  |               |             |   |       | Match om tredjepris |       |  |
|  | 3 Oct         | 3 Oct       |   | 4 Oct | 4 Oct               |       |  |
|  | Italien       | 3           |   | Polen | 3                   |       |  |
|  | Tyskland      | 1           |   |       | Tyskland            | 0     |  |

### Semifinaler
| Datum | Tid   |               | Resultat |          | Set 1 | Set 2 | Set 3 | Set 4 | Set 5 | Totalt | Rapport |
| ----- | ----- | ------------- | -------- | -------- | ----- | ----- | ----- | ----- | ----- | ------ | ------- |
| 3 Oct | 17:00 | Nederländerna | 3–1      | Polen    | 25–11 | 25–15 | 20–25 | 25–20 |       | 95–71  | Rapport |
| 3 Oct | 20:00 | Italien       | 3–1      | Tyskland | 25–10 | 22–25 | 25–12 | 25–22 |       | 97–69  | Rapport |

### Match om tredjepris
| Datum | Tid   |       | Resultat |          | Set 1 | Set 2 | Set 3 | Set 4 | Set 5 | Totalt | Rapport |
| ----- | ----- | ----- | -------- | -------- | ----- | ----- | ----- | ----- | ----- | ------ | ------- |
| 4 Oct | 17:00 | Polen | 3–0      | Tyskland | 25–16 | 25–19 | 25–23 |       |       | 75–58  | Rapport |

### Final
| Datum | Tid   |               | Resultat |         | Set 1 | Set 2 | Set 3 | Set 4 | Set 5 | Totalt | Rapport |
| ----- | ----- | ------------- | -------- | ------- | ----- | ----- | ----- | ----- | ----- | ------ | ------- |
| 4 Oct | 20:00 | Nederländerna | 0–3      | Italien | 16–25 | 19–25 | 20–25 |       |       | 55–75  | Rapport |

## Slutplacering
| Placering | Lank          |
| --------- | ------------- |
| 1         | Italien       |
| 2         | Nederländerna |
| 3         | Polen         |
| 4         | Tyskland      |
| 5         | Turkiet       |
| 6         | Ryssland      |
| 7         | Serbien       |
| 8         | Bulgarien     |
| 9         | Spanien       |
| 10        | Tjeckien      |
| 11        | Belgien       |
| 12        | Azerbajdzjan  |
| 13        | Slovakien     |
| 14        | Belarus       |
| 14        | Frankrike     |
| 16        | Kroatien      |

| Giulia Rondon · Enrica Merlo · Jenny Barazza · Manuela Secolo · Paola Cardullo · Serena Ortolani · Francesca Piccinini · Valentina Arrighetti · Eleonora Lo Bianco · Antonella Del Core · Lucia Bosetti · Simona Gioli · Taismary Agüero · Lucia Crisanti |
| Förbundskapten: Massimo Barbolini |

## Individuella utmärkelser
- Mest värdefulla spelare:  Manon Flier (NED)
- Bästa poängvinnare:  Margareta Kozuch (GER)
- Bästa spiker:  Simona Gioli (ITA)
- Bästa blockare:  Christiane Fürst (GER)
- Bästa servare:  Agnieszka Bednarek-Kasza (POL)
- Bästa passare:  Eleonora Lo Bianco (ITA)
- Bästa mottagare:  Kerstin Tzscherlich (GER)
- Bästa libero:  Paola Cardullo (ITA)